# Histoire des Juifs à Florence

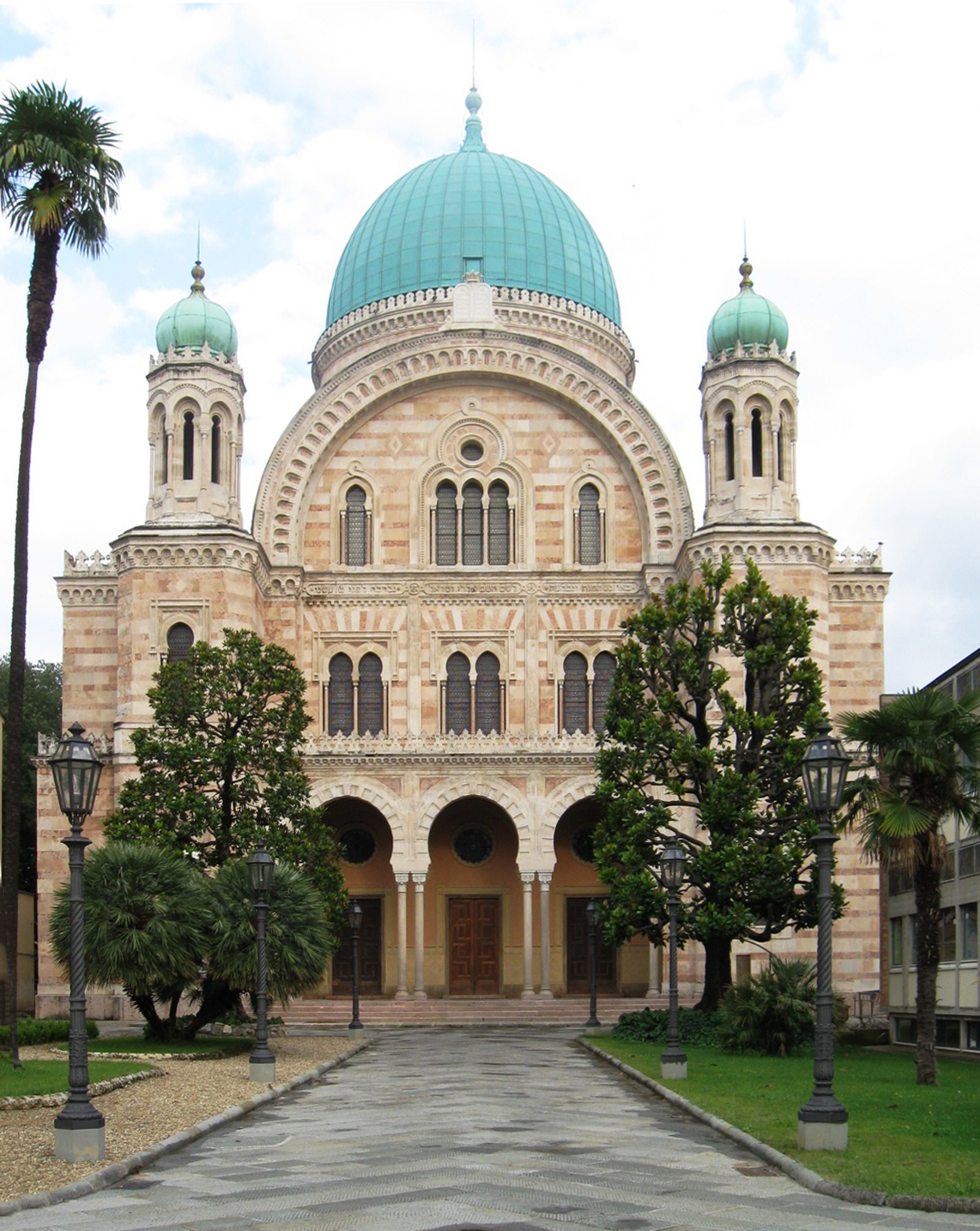
Grande synagogue de Florence

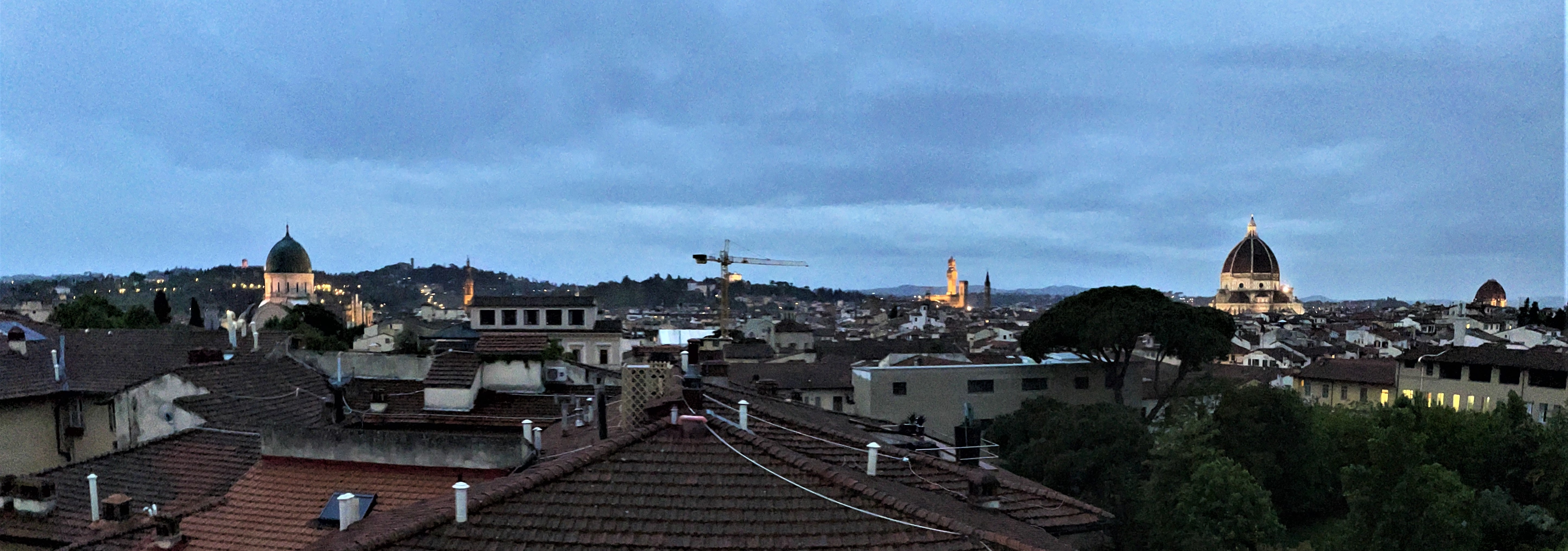
La synagogue dans le paysage de Florence : de droite à gauche, la basilique San Lorenzo, le Duomo, le Palazzo Vecchio et la Grande Synagogue

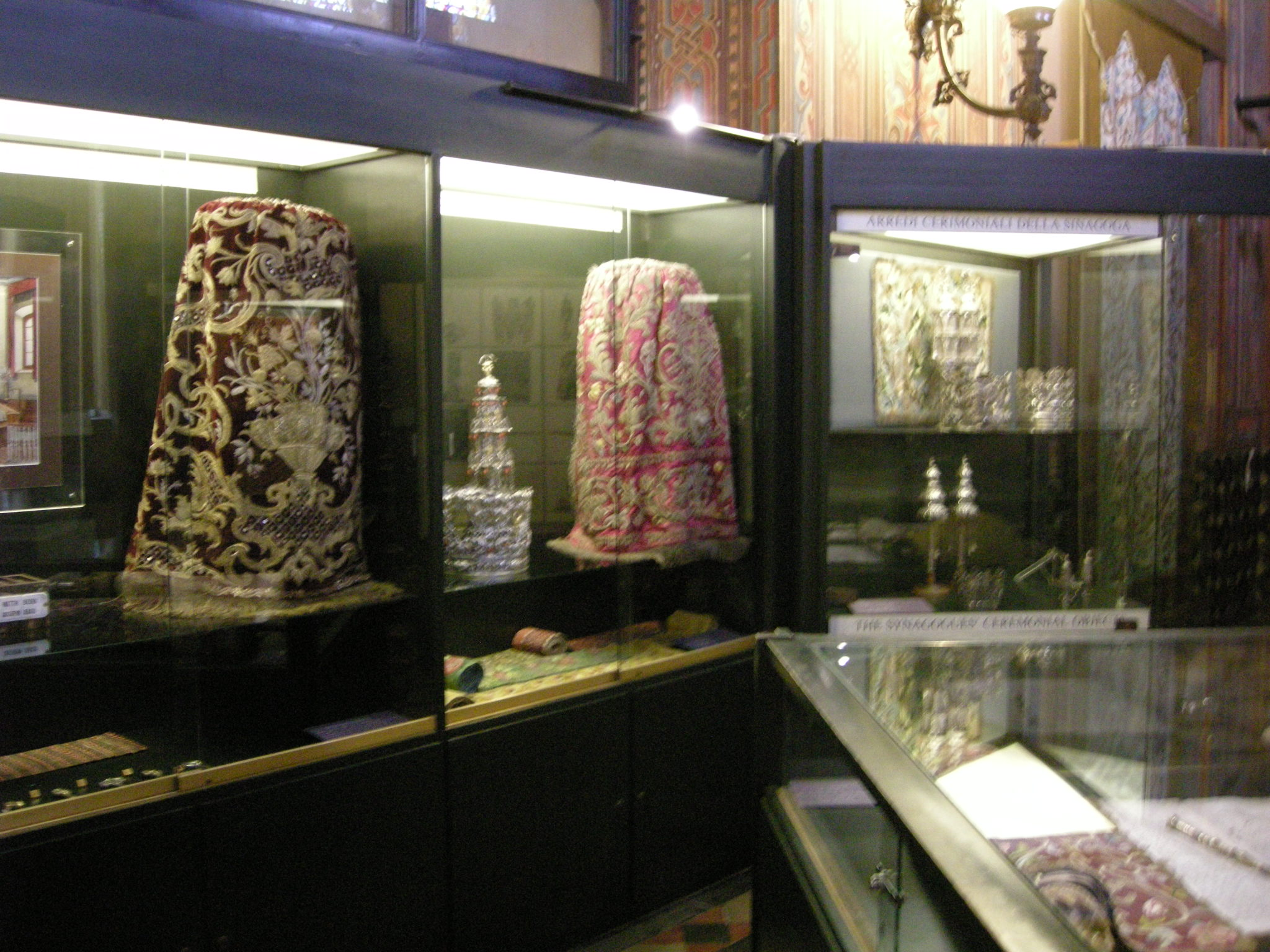
Ketarim (couronnes de Torah), Rimmonim (ornements de Torah) et Parokhiot au musée de la grande synagogue de Florence.

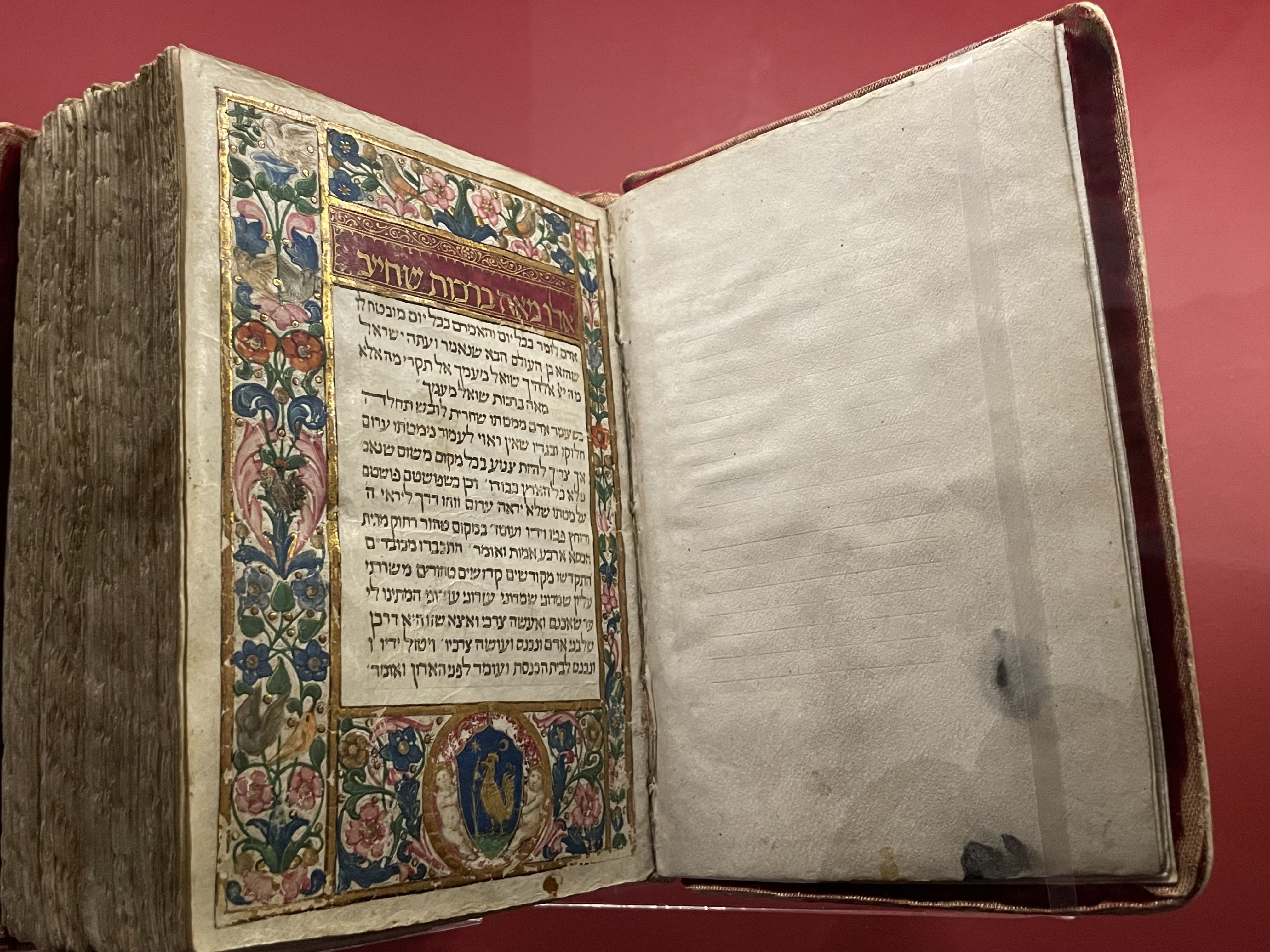
Ce livre de prières juif a été écrit pour la famille Gallico, banquiers à Florence, par le scribe Ephraim ben Yoav. L'enlumineur est inconnu. Il a été achevé le 13 Nissan 5247 (soit en 1487).

L’histoire des Juifs à Florence remonte à l’époque romaine et sa communauté, qui compte près de 2 000 membres inscrits en incluant les sections d’Arezzo et de Sienne, est l’une des plus importantes d’Italie. Elle est aujourd’hui l’une des vingt et une communautés juives italiennes réunies au sein de l'UCEI et tient son siège au numéro 4 de la via Farini.

## Histoire

### Origines
Les origines de la communauté juive de Florence datent probablement de l'époque romaine. Un petit groupe de Juifs semblait habiter dans la région d'Oltrarno, juste au-delà des fortifications de Florence, là où la Via Cassia permettait d'entrer dans la ville par l'ancêtre du Ponte Vecchio.
Si la présence de Juifs est attestée à Sienne, Pise et Lucques dès le XIe siècle, c'est seulement au XIVe siècle que des communautés structurées y sont établies grâce des autorisations officielles (condotte ou capitoli) données aux Juifs de s'y établir en tant que prêteurs, le seul métier qui leur était autorisé. Ces autorisations précisaient les dates de séjour et de début d'activité, les taux d'intérêts et les taxes. Toutefois, à Florence en 1406, une loi est publiée qui interdit aux Juifs de s'y établir en tant que prêteurs.

### Sous les premiers Médicis
Au XVe siècle, les Médicis font en sorte que la communauté s'agrandisse et en particulier Cosme l'Ancien qui donne une première concession pour un banc de prêt en 1437, quand arrivèrent des prêteurs de Pise et d'autres communes toscanes mais aussi de Rieti et de Tivoli. Le monopole du prêt à intérêt est garanti aux Juifs, jusqu'alors une prérogative des chrétiens avec un taux d'intérêt de 20 %. Il est estimé qu'au XVe siècle, un maximum de 300 Juifs vivaient à Florence parmi une population totale de 40 à 50 000 habitants. Ils avaient deux synagogues et pouvaient s'établir partout en ville, avec toutefois l'interdiction de posséder de l'immobilier. Ils n'étaient pas assujettis au régime fiscal commun mais devaient payer la gabella sur toutes les transactions de prêt. Quelques Juifs n'étaient pas prêteurs et étaient marchands de vêtements, courtiers en pierre précieuse, orfèvres, médecins. Des bibliothèques hébraïques possédaient aussi des manuscrits enluminés. Plus tard, Laurent de Médicis accueille à sa cour des érudits juifs comme Yohanan Alemanno, Abraham Farissol et Élie del Medigo. Ce dernier est représenté dans le cortège des Médicis qui accompagne L'Adoration des mages dans la grande fresque de Benozzo Gozzoli du palais Medici-Riccardi qui célèbre la gloire de la famille Médicis.
Le premier condotte fut signé le 10 octobre 1437 par les autorités florentines pour 10 ans. De nouveaux condotte ont donc été signés en 1448, 1459, 1471, 1481 et 1491. Le retard de deux ans avant la signature du condotte de 1471 s'explique par les sentiments anti-Médicis et anti-juifs qui s'expriment dans les différents conseils florentins.
Les premières difficultés apparaissent après les prédications contre les Juifs de Jérôme Savonarole. En décembre 1495, Savonarole obtient l'établissement d'un mont de piété, la fermeture des banques juives et l'expulsion des prêteurs. Le 21 avril 1496, les statuts du Mont de pité sont approuvés et il est donné un an aux Juifs pour fermer leurs affaires et régler leurs comptes. À partir du 21 avril 1497, les Juifs ne devraient plus habiter Florence et leur séjour y serait limité à 20 jours.
Mais le gouvernement de Savonarole doit se plier aux exigences de l'économie et Savonarole demande aux Juifs de prêter au gouvernement florentin 9000 florins-or. Le prêt ne donne pas lieu à intérêts mais les Juifs sont autorisés à rester en ville. Si les prêches de Savonarole n'expriment pas d'idées anti-juives, ce n'est pas le cas de ceux de certains de ses partisans,. Ainsi, des textes anti-juifs sont publiés telle la Tavola della salute par Marc de Montegallo en 1486 et réimprimé en 1494 ou encore celui de Domenico Cecchi Riformasancta et pretiosa per conservatione della città di Firenze et pel ben comune,.
Le prêt était consenti pour 3 ans et fut prolongé de 6 mois puis encore plus largement prolongé et finalement oublié et les Juifs purent alors vivre librement à Florence.

### Établissement du ghetto
. 

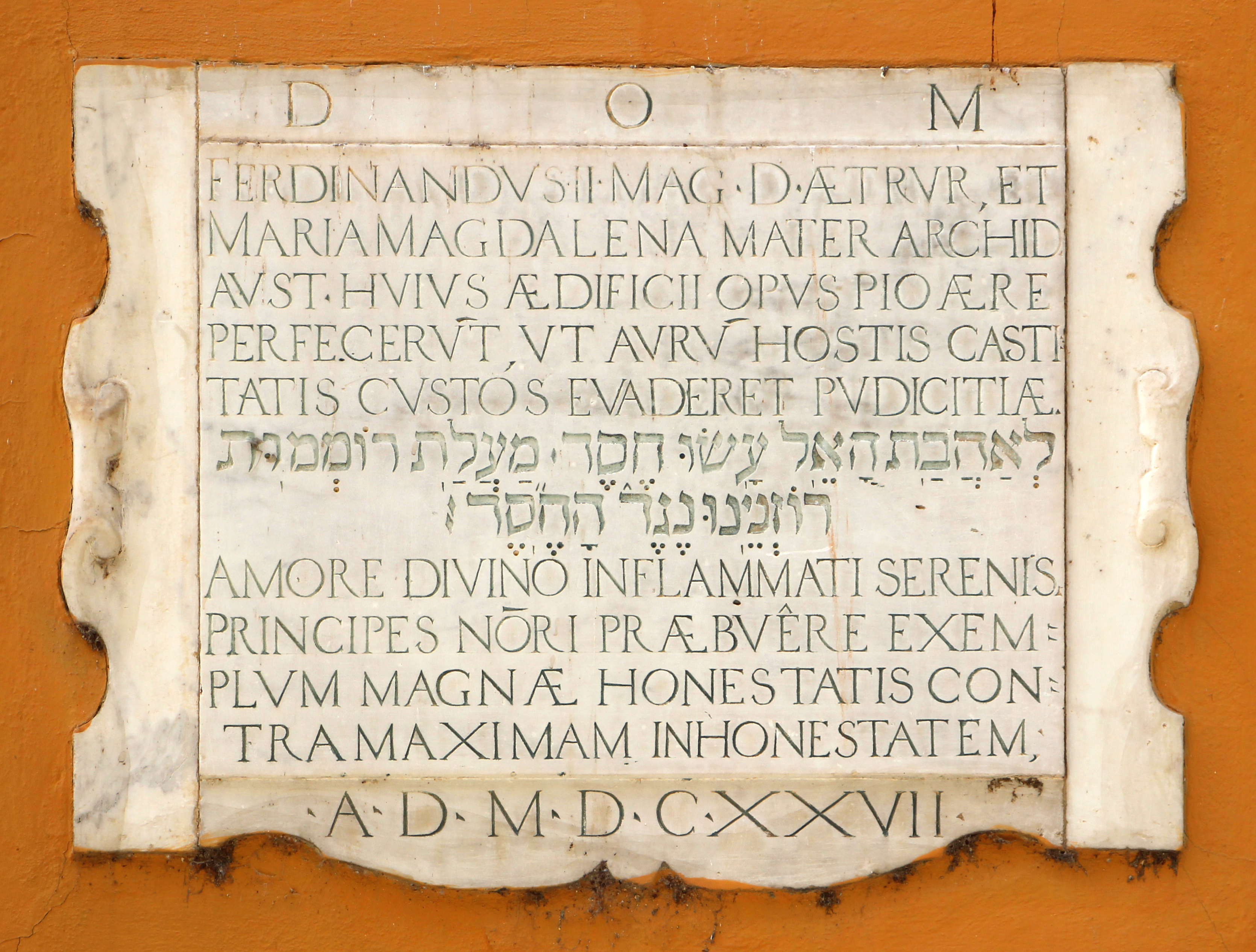
Plaque de 1627 en latin et hébreu qui rappelle une institution pieuse de Ferdinand II de Médicis

Le retour au pouvoir des Médicis coincide avec un renouveau de la présence juive, aussi bien commerciale qu'intellectuelle. Une imprimerie hébraïque s'installe à Florence. Cosme Ier, duc de la république de Florence de 1537 à 1569 accueille de nombreux Juifs d'Espagne et du Portugal. Ils sont protégés afin d'exercer le métier de prêteur et de favoriser les échanges commerciaux avec le Levant. 
Le pape Pie V règne de 1566 à 1572 et par la bulle Hebraeorum gens les expulse des Etats pontificaux sauf de Rome et d'Ancone où il établit des ghettos. Le 27 août 1569, le pape confère à Cosme Ier le titre de grand-duc de Toscane. Le ghetto est créé en 1571 par une opération immobilière très profitable à Cosme Ier (puis à ses successeurs) menée par le magistrat Carlo Pitti. Il acquiert à bas prix tout un pâté de maisons en état de décrépitude situé sur l'emplacement de l'actuelle Piazza de la Republicca dont il loue ensuite les appartements aux Juifs forcés d'y résider. En 1573, il est estimé qu'entre 380 et 420 Juifs toscans vivaient dans le ghetto. De 1588 à 1632, les dépenses par les Médicis liées au ghetto (fourniture de l'eau potable, évacuation des eaux usées, maintenance, coût administratif) représentaient 21 % de leurs revenus locatifs.     
Les Juifs n'ont plus le droit de prêter de l'argent et doivent se reconvertir au tissage de la soie ou du lin et au commerce de vêtements, de  garnitures de vêtements et autres objets artisanaux. Toutefois, quelques familles sont prospères et les revenus de location sont supérieurs de 24 % à ceux de la période précédente, ce qui montre d'une part un investissement continu des Médicis dans le ghetto et d'autre part une croissance de la population du ghetto.

### Jona Ostiglio, un peintre juif

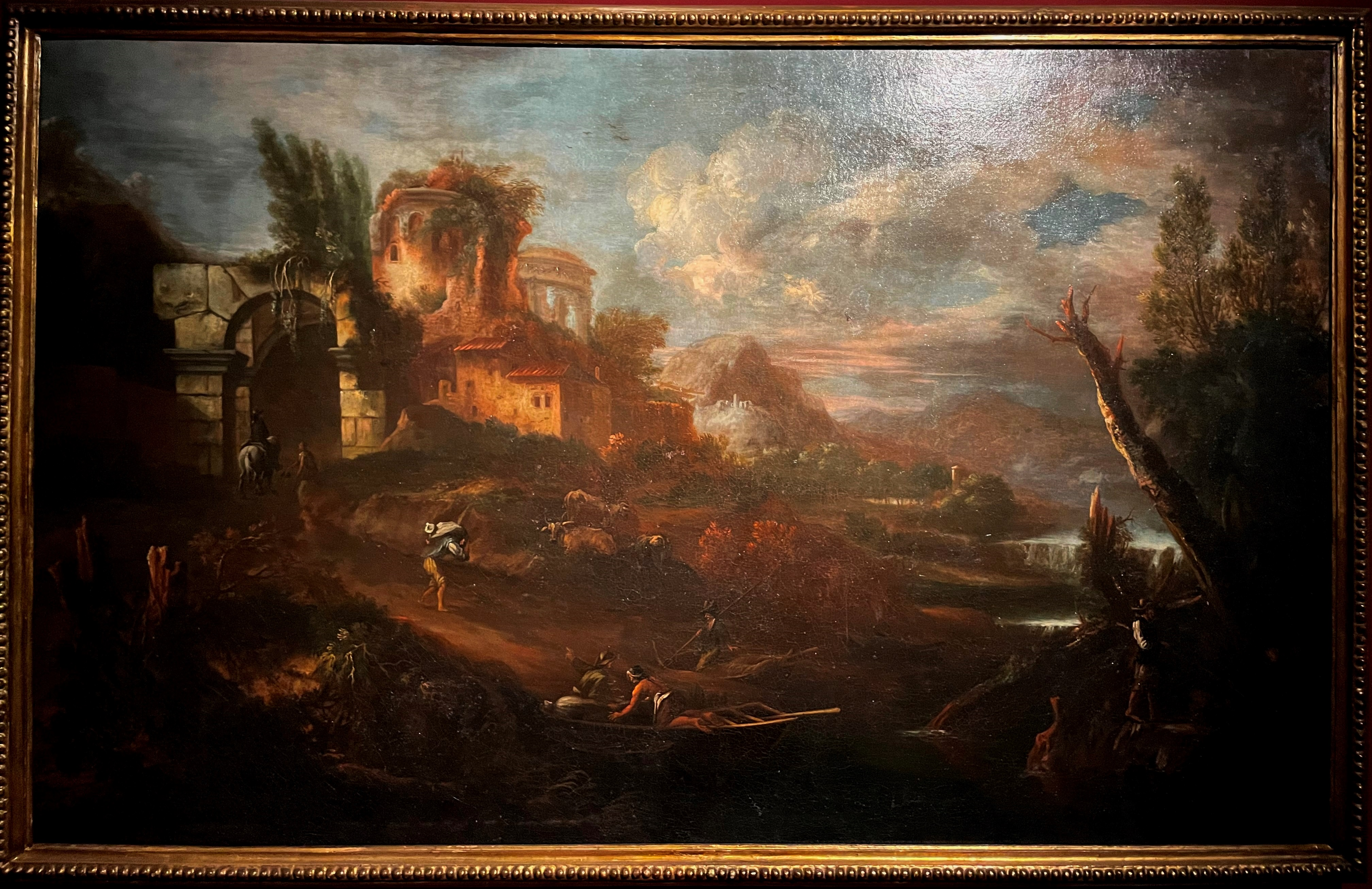
Jona Ostiglio - huile sur toile - 1687 - Florence - Galerie des Offices - Paysage avec des bâtiments classiques en ruine, bateliers chargeant des ballots et pêcheurs.

Né entre 1620 et 1630, Jona Ostiglio est le mieux connu des peintres juifs du baroque italien. Il appartient à une famille lombarde résidant à Florence depuis le début du XVIIe siècle. Il commence par copier des œuvres de Salvator Rosa avant d'entrer dans le cercle d'Onorio Marinari. Il est admis à l'Académie du dessin de Florence et reçoit des commandes des Médicis et d'autres familles aristocratiques florentines. Il est reçu dans les cercles chrétiens et vit en dehors du ghetto. Sept peintures d'Ostiglio ont été définitivement identifiées, des paysages et des natures mortes.  On ne lui connaît pas d'œuvre à sujet juif ou biblique. Il meurt probablement après 1695,.

### Expansion du ghetto
Au début du XVIIIe siècle, sous le règne de Cosme III, l'obligation faite aux Juifs d'habiter le ghetto est appliquée avec laxisme. En 1705, selon un recensement, 105 familles juives vivent hors du ghetto et employent parfois des domestiques non-juifs. Juifs et chrétiens sont en contact direct contrairement à la règle. En 1705, les plans du ghetto nuovo sont établis et prévoient la construction de deux pâtés de maisons adjacent à celui existant, accessibles de l'intérieur du ghetto vecchio et permettant de loger environ 100 nouvelles familles. Cette entreprise fut beaucoup plus coûteuse que celle du premier ghetto et ce n'est qu'en 1725 qu'elle commence à être bénéficiaire pour le gouvernement. Entre 1720 et 1740, il y a 212 baux actifs contre 120 en 1680.

### Libéralisation puis émancipation

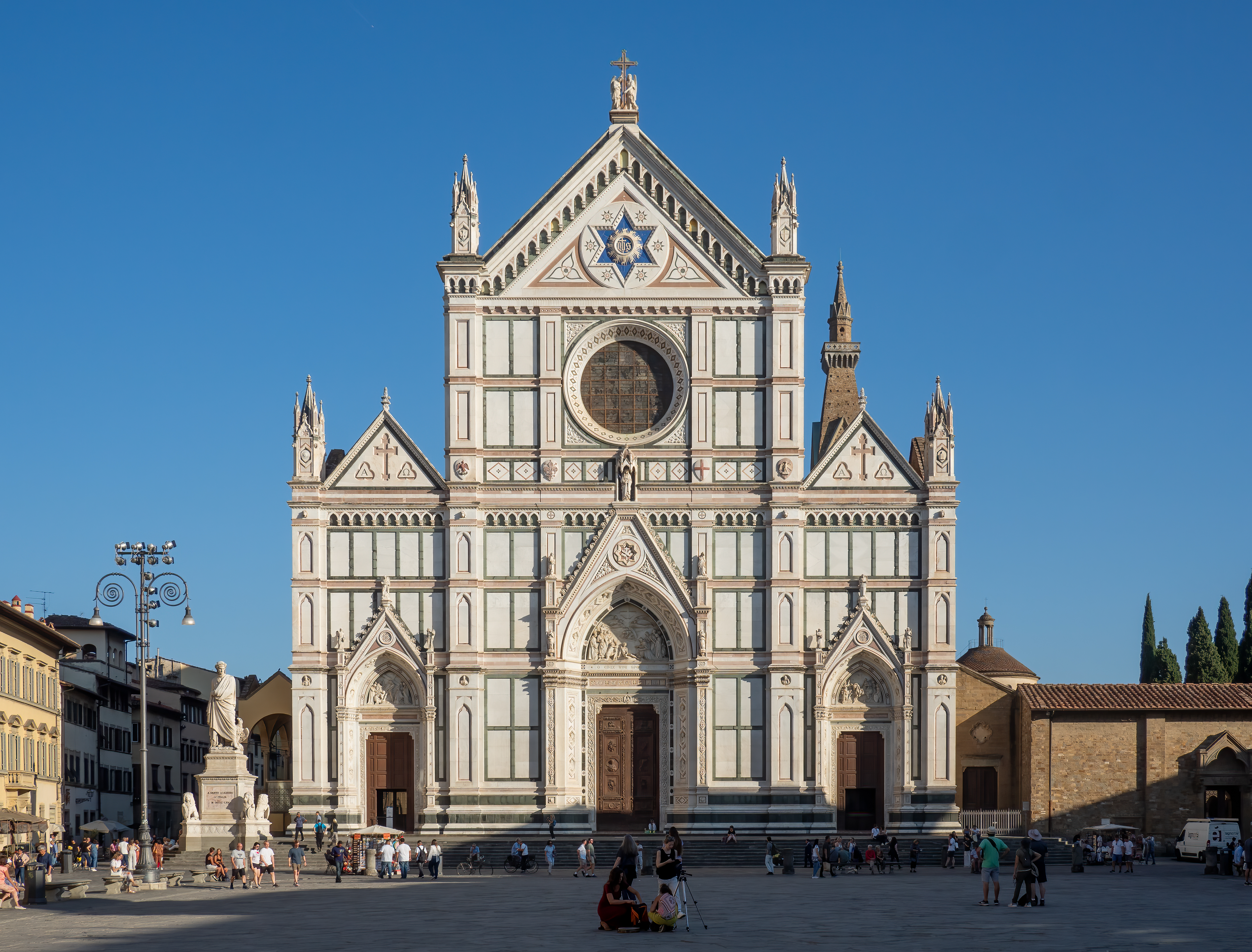
Façade de la basilique Santa Croce de Florence

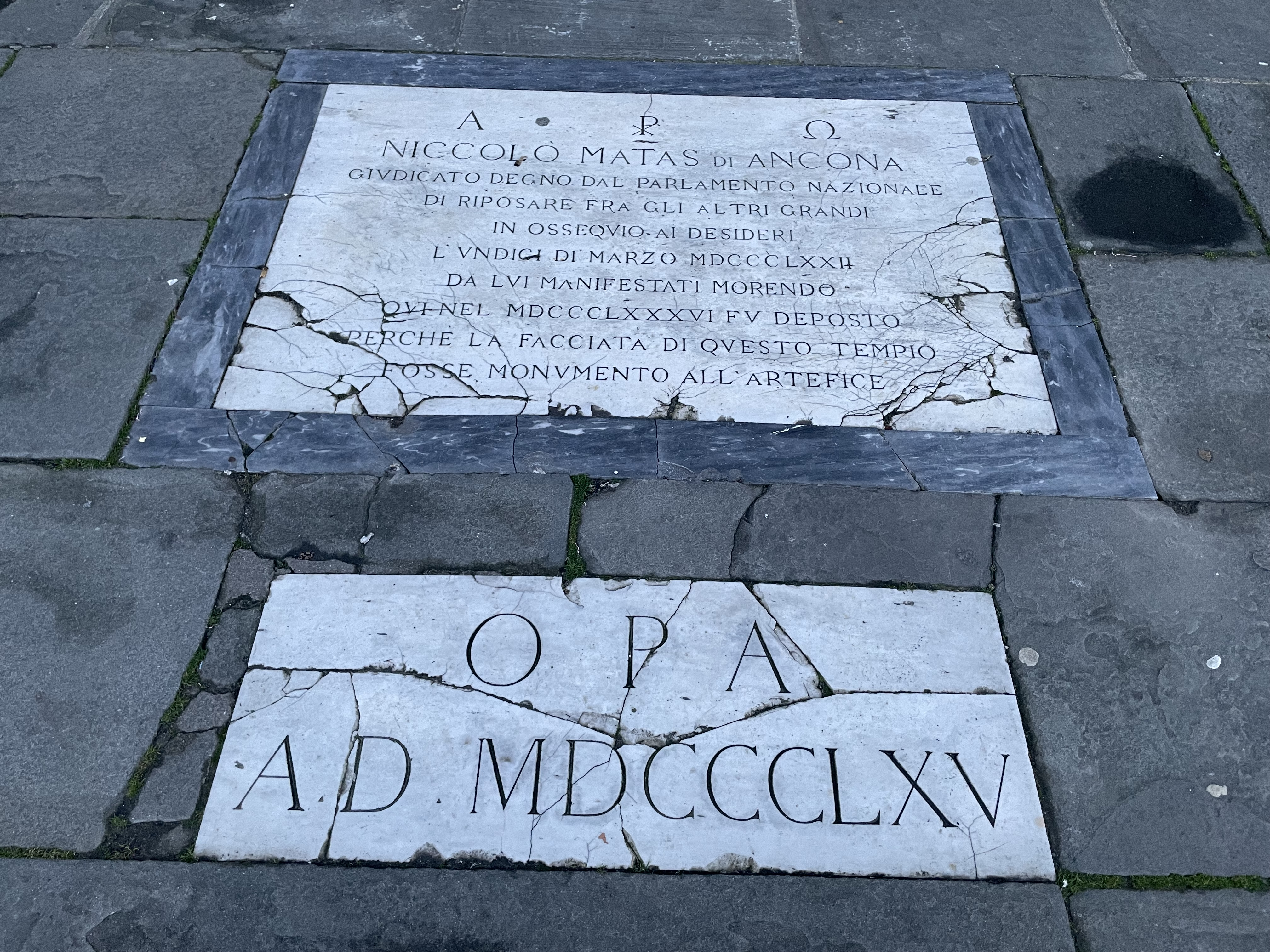
Tombe de Niccolò Matas au pied du portail principal de la basilique Santa Croce

Un siècle après sa création en 1570, le ghetto de Florence est  plus ouvert que l'avaient souhaité ses fondateurs. Près de la moitié de la population juive de Florence vit hors du ghetto et de plus, le ghetto le ghetto est fréquenté chaque jour par de nombreux chrétiens qui viennent y commercer. Moisé Vita Cafsuto (né en 1690) est joailler auprès de la cour des Médicis et est connu pour ses journaux de voyages d'affaires écrits en italien. Il décrit les lieux visités en s'intéressant aux coutumes alimentaires, aux traditions religieuses, aux règles qui régissent la vie publique et privée des habitants, jusqu'aux conditions générales des Juifs de l'époque. D'octobre 1733 à avril 1735, il visite la France, l'Angleterre et les Pays-Bas puis de mai 1741 à juin 1743, il entreprend un périple qui le mène à travers l'Autriche et l'Empire ottoman jusqu'à Jérusalem, réalisant un des premiers grands tours par un Juif.  
La vie culturelle et sociale des Juifs connaît un nouvel essor à partir de 1738, lorsque Florence se trouve sous la domination des Habsbourg-Lorraine. En 1778, Pierre-Léopold de Habsbourg-Lorraine abolit toutes les restrictions imposées aux dans les activités économiques et sociales. Salomone Fiorentino (it) est le premier poète juif à s'écrire en italien.
L'occupation française sous Napoléon Ier fait des Juifs des citoyens égaux et supprime donc toute ségrégation dans le ghetto tout en maintenant les institutions charitables juives . Les archives du ghetto sont transférées dans les Archives d'État de Florence.  
La restauration se passe sans ombrage. Cesare Lampronti, à la tête de la communauté juive de 1778 à 1825 devient président de Chambre de commerce de Florence jusqu'à sa mort en 1825. Les portes du ghetto sont supprimées le 8 janvier 1835. 
Des Juifs participent au soulèvement de 1848. L'égalité complète est accordée aux Juifs par la promulgation par le grand-duc Léopold II (grand-duc de Toscane) du Statuto le 6 mai 1848. Avec l'unification de l'Italie, la communauté juive connait une émancipation totale et c'est alors qu'elle vit sa période la plus somptueuse. Florence occupe le rôle de capitale culturelle, et brièvement aussi civile, du nouvel État. Entre 1881 et 1898, pendant le Risanamento, l'ancien ghetto, déjà abandonné et profondément dégradé, est rasé et remplacé par la place de la République. En 1882, avec l'aide d'architectes chrétiens, la nouvelle synagogue est inaugurée, un des exemples les plus majestueux de synagogue en Italie, pendant qu'est édifiée la nouvelle façade de la basilique Santa Croce conçue par l'architecte juif Niccolò Matas.

### LeXXesiècle

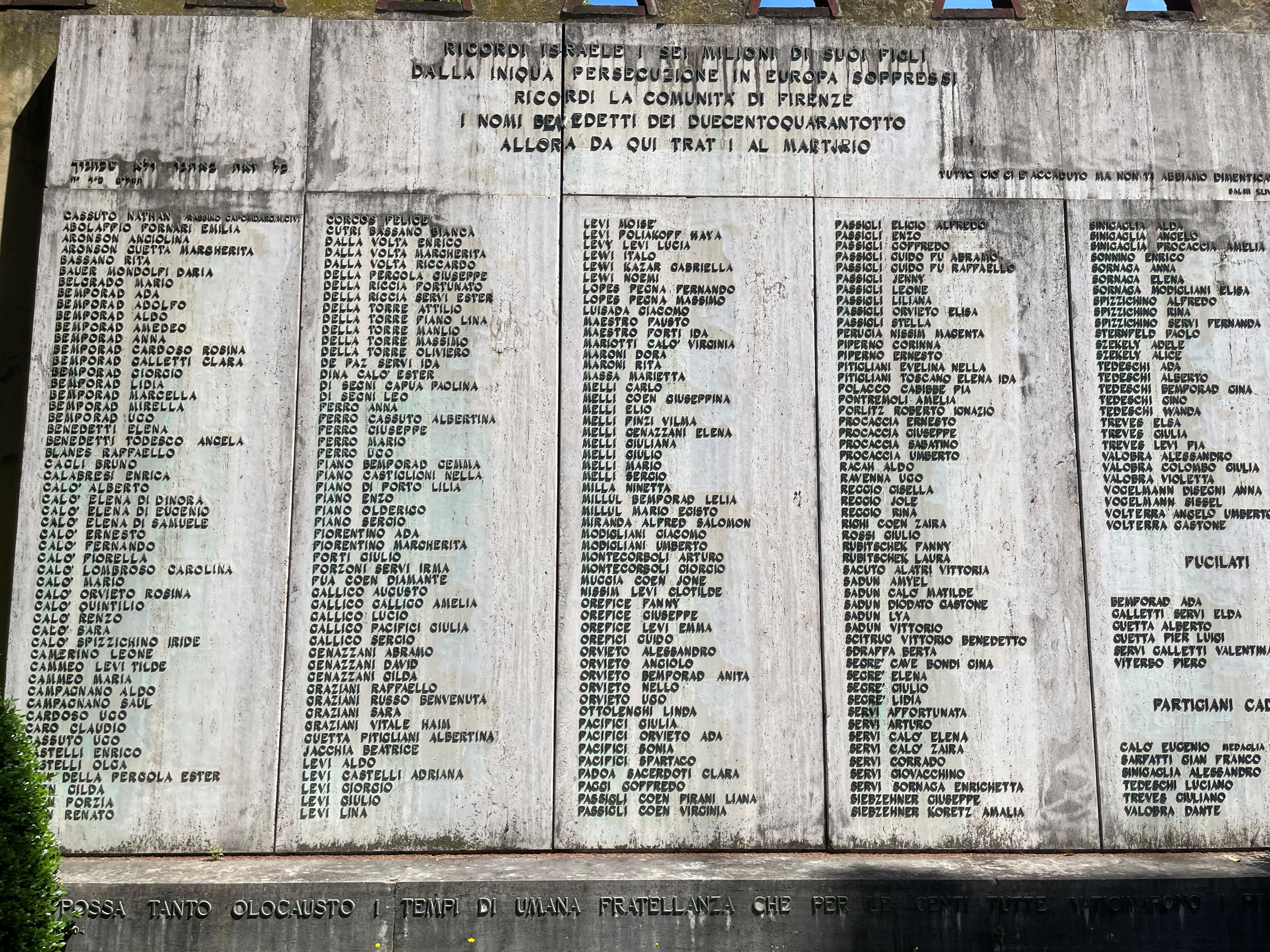
Monument aux morts dans la Shoah dans le jardin de la grande synagogue de Florence

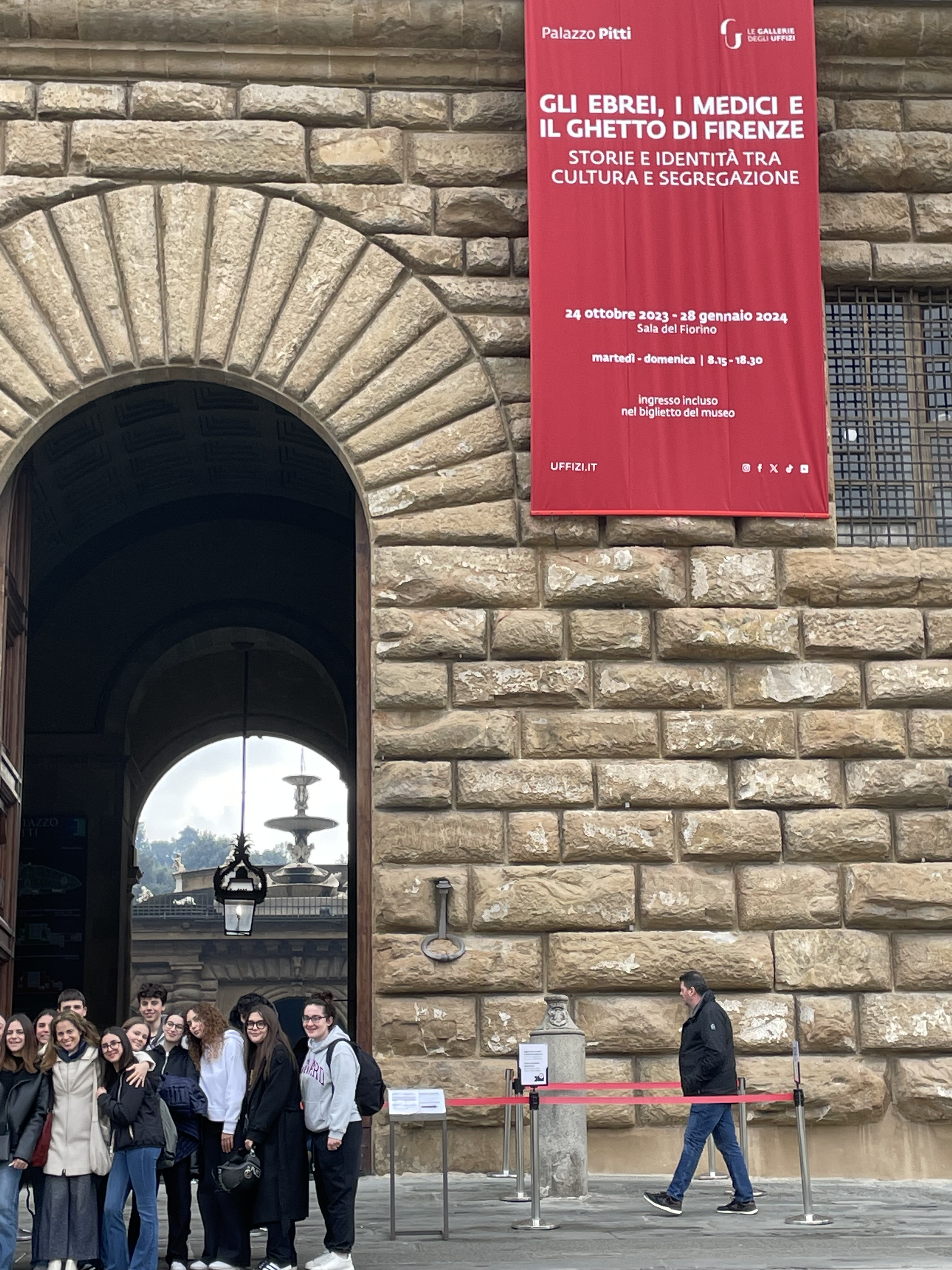
À l'automne 2023 se tient au palais Pitti une exposition intitulée « Les Juifs, les Médicis et le ghetto de Florence »

En 1899, Samuel Hirsch Marguleis inaugure et dirige pendant 32 ans le Collège rabbinique, véritable centre culturel du judaïsme italien au début du XXe siècle. À Florence, les principales revues juives ont leurs sièges : la Rivista israelitica (1904-1915), la Settimana israelitica (1910-1915), Israel (1916, par la suite à Rome) et la Rassegna mensile d'Israele (1925, par la suite à Padoue puis à Rome).
En 1931, les Juifs qui vivent à Florence sont au nombre 2 730. Les lois raciales et la persécution de l'holocauste touchent durement la communauté. Au cours de la période d'occupation allemande, la population de Florence aide très généreusement les Juifs persécutés, en commençant par l'évêque Elia Dalla Costa et des prêtres comme Leto Casini, Chypre Ricotti et Giulio Facibeni. Le Delasem donne naissance à un comité clandestin judéo-chrétien qui malgré les difficultés réussit à maintenir un flux constant d'aide. De nombreux monastères, ainsi que des citoyens ont ouvert leurs portes pour accueillir les persécutés. Cependant, il y a des dénonciations et des violences notamment par la Garde nationale républicaine. Au total 248 Juifs, dont le rabbin Nathan Cassuto (it), fils de l'érudit Umberto Cassuto et éminent médecin, sont déportés ; à ces crimes s'ajoutent les dommages matériels : la destruction de la petite synagogue de la via de' Giudei et les dégradations de la grande synagogue.
La vie juive reprend après la guerre avec 1 600 résidents. En 1947, Florence devient le siège de l'une des premières associations du dialogue judéo-chrétien en Europe et la première en Italie : l'Amicizia ebraico-cristiana est fondée à l'initiative de Arrigo Levasti et Angelo Orvieto, avec le soutien de Giorgio La Pira. En 1980, avec la publication de l'édition italienne du roman d'Elie Wiesel, La Nuit, naît, à Florence, à l'initiative de Daniel Vogelmann, la maison d'édition La Giuntina, spécialisée dans les œuvres sur la vie et la culture juives. Depuis 2000, le magazine Materia Giudaica, organe de l'Associazione italiana per lo Studio del Giudaismo est publié à Florence.

### LeXXIesiècle

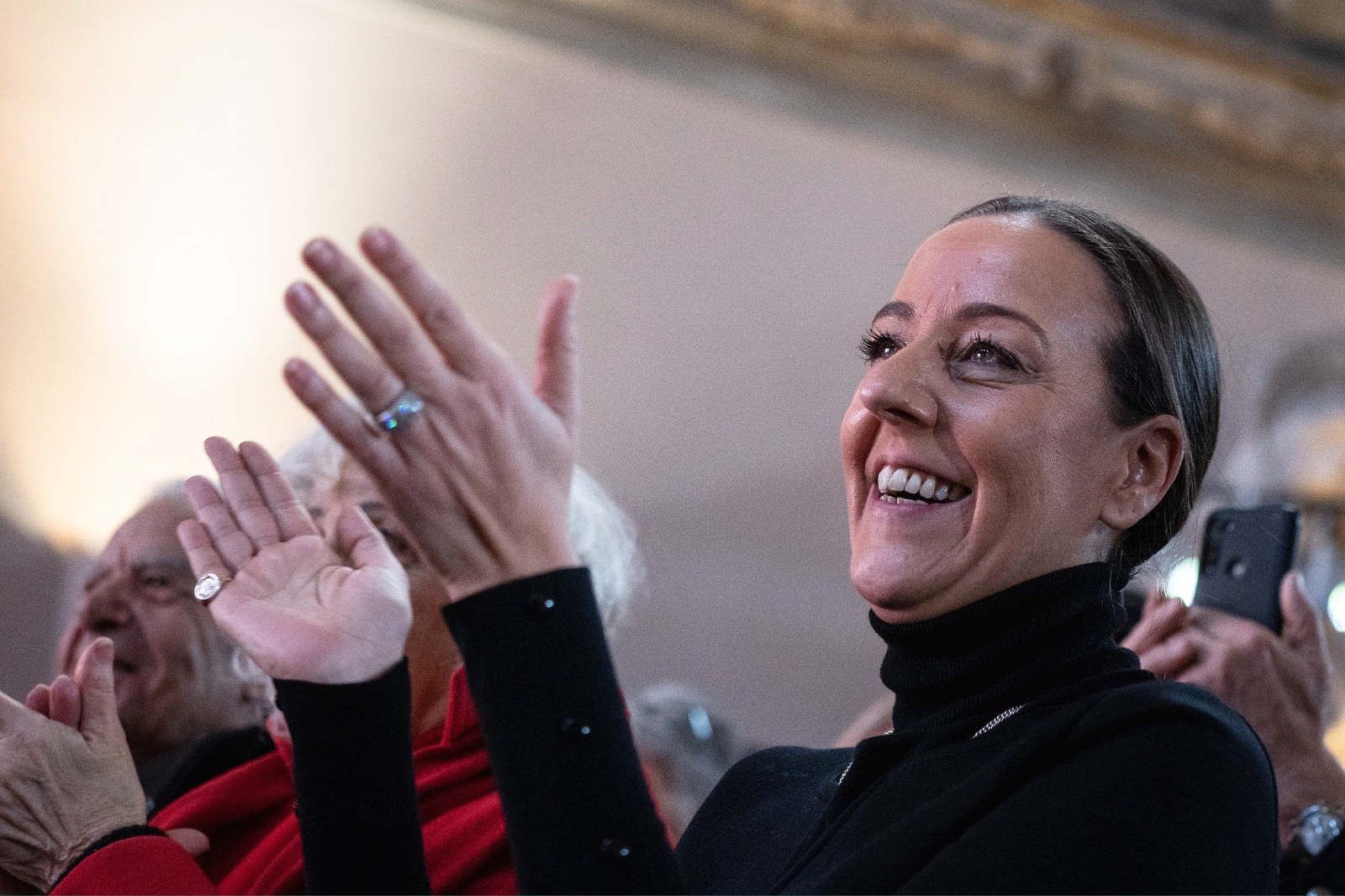
Sara Funaro en 2023

La communauté compte dans les années 2020, un peu plus de mille inscrits qui résident à Florence.
Le 24 juin 2024, Sara Funaro (en) est la première femme et la première juive à être élue maire de Florence,.

## Sources
- (it) Cet article est partiellement ou en totalité issu de l’article de Wikipédia en italien intitulé « Comunità ebraica di Firenze » (voir la liste des auteurs).